# Pictetia pubescens
Pictetia pubescens là một loài thực vật có hoa trong họ Đậu. Loài này được Hochst. miêu tả khoa học đầu tiên.